# Jarosław Naleszkiewicz
Jarosław Naleszkiewicz (ur. 8 maja?/21 maja 1904 w Czarnominie na Podolu, zm. 24 grudnia 1969 w Warszawie) – polski inżynier lotnictwa, oficer Armii Krajowej oraz oficer łącznikowy podczas powstania warszawskiego. 

## Życiorys

### Wczesne lata

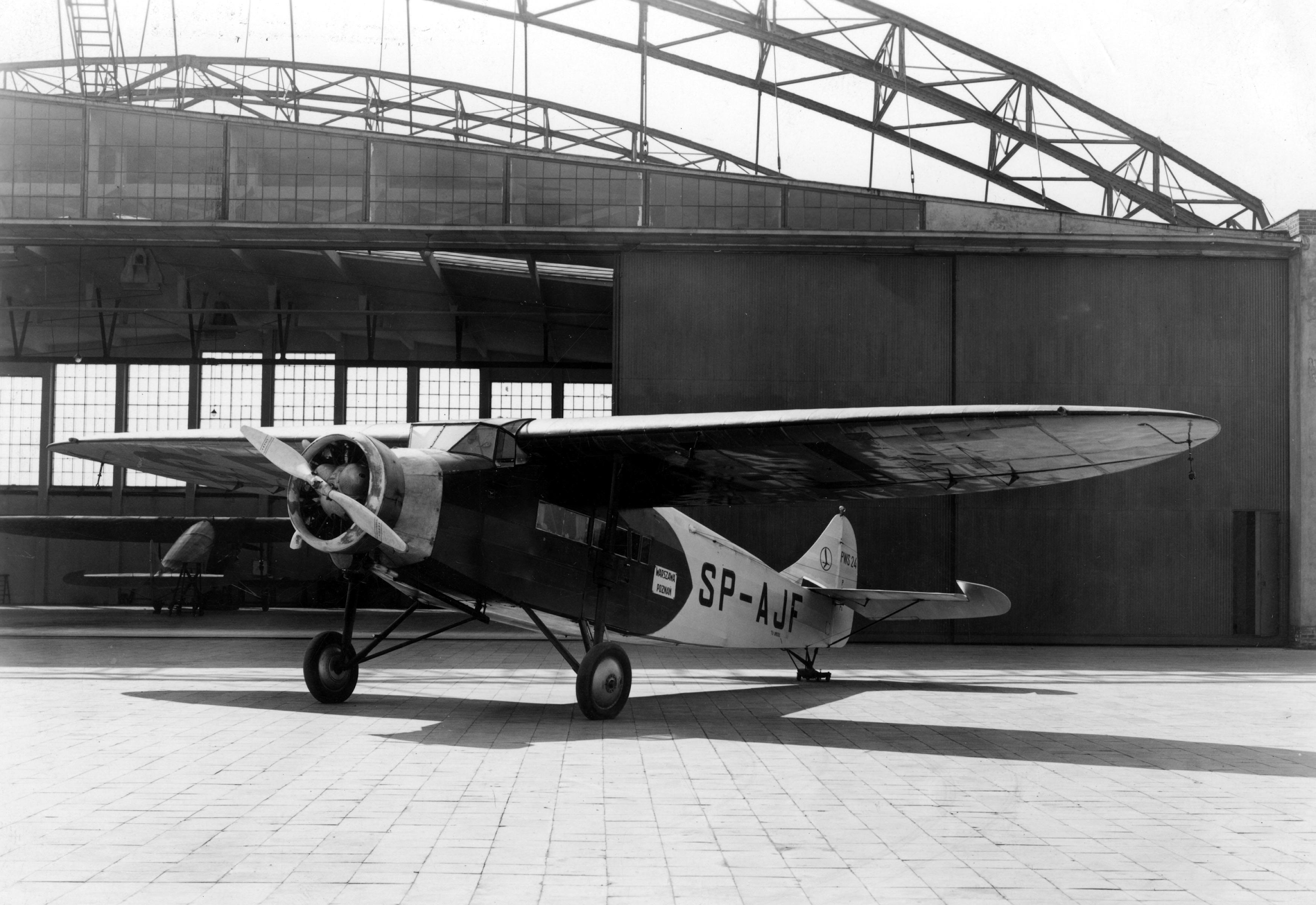
Samolot PWS-24 (konstrukcja Jarosława Naleszkiewicza)

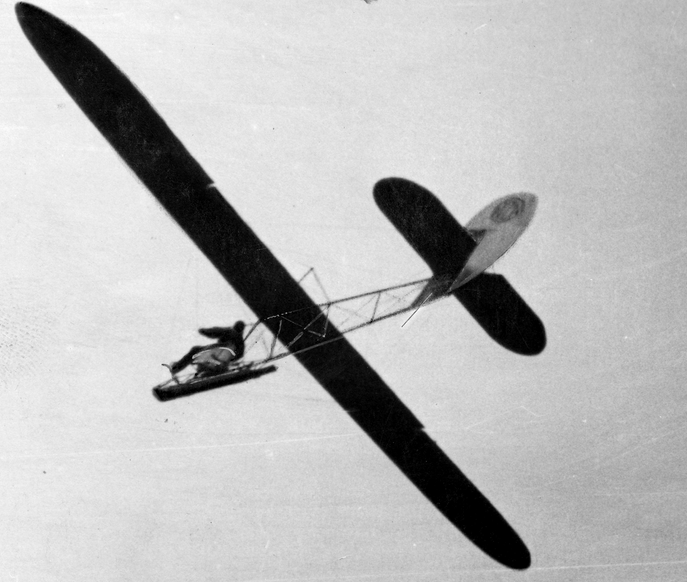
Szybowiec NN-2 w locie

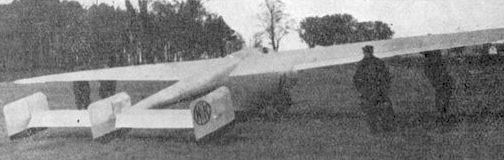
Szybowiec Naleszkiewicz-Nowotny NN-1, r. 1933

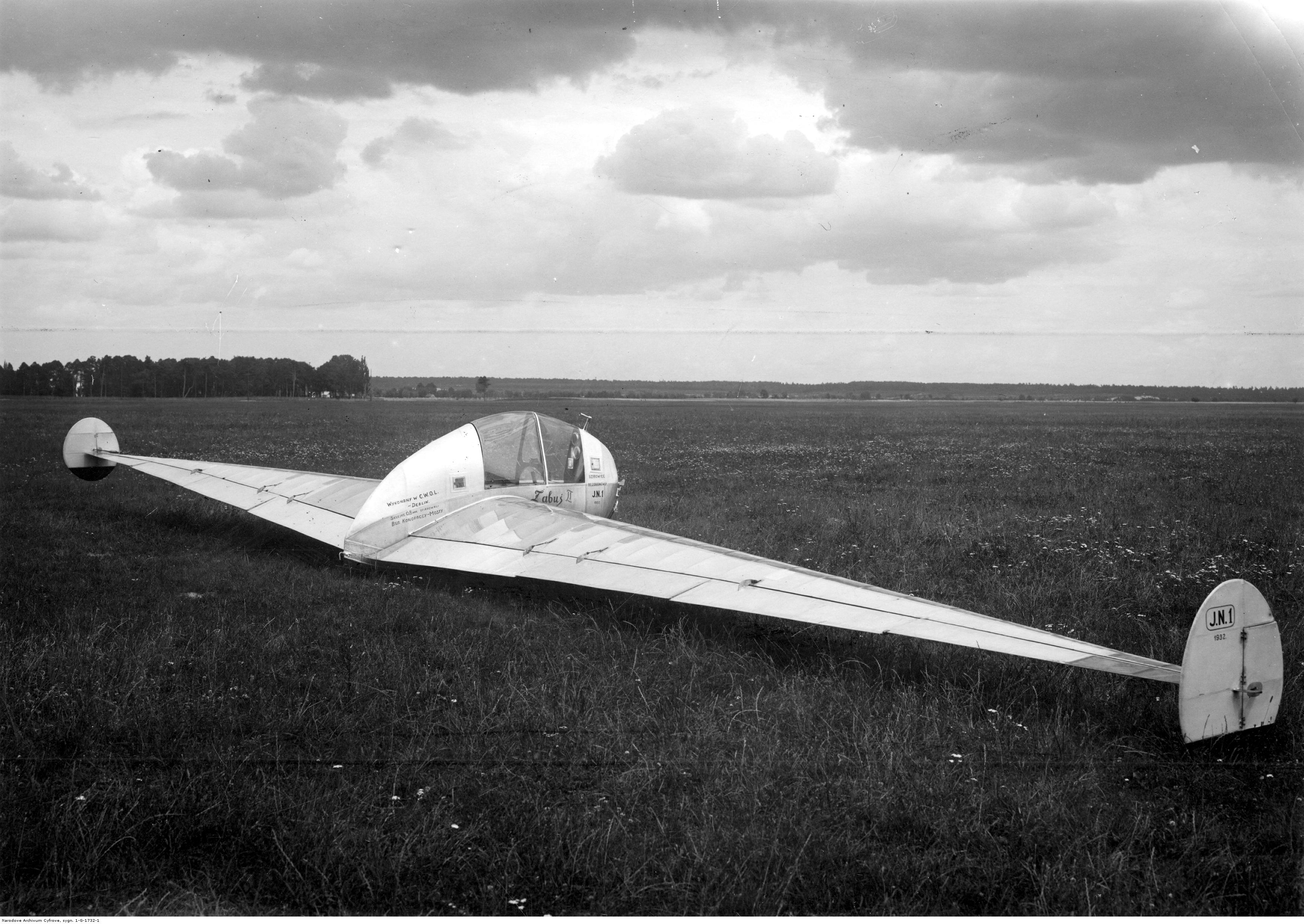
Szybowiec JN-1

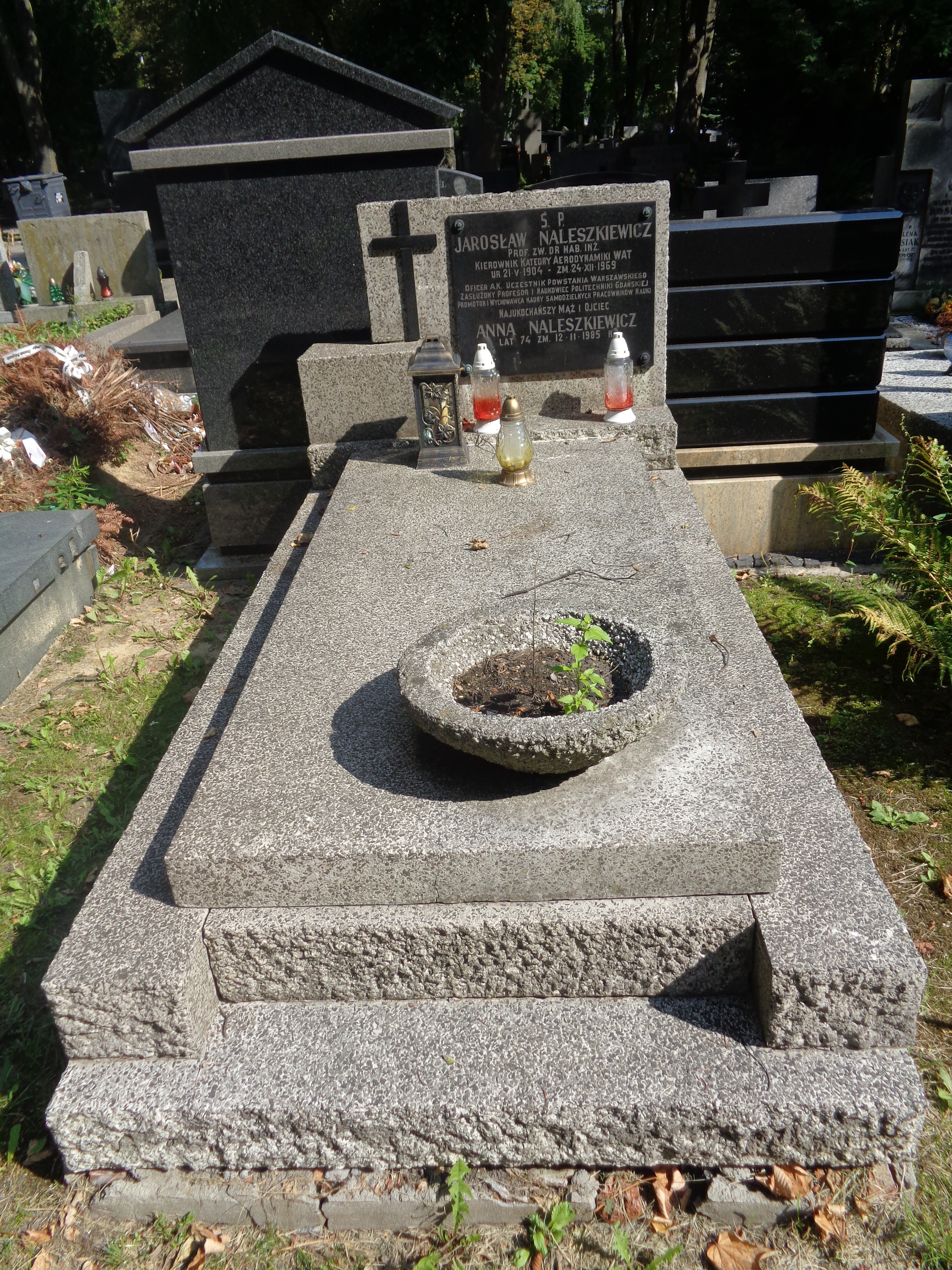
Grób Jarosława Naleszkiewicza na cmentarzu Wojskowym na Powązkach

Urodził się 21 maja 1904 roku w Czarnocinie na Podolu, w rodzinie Alfreda i Amelii z Pawlikowskich. Od młodości wiele czasu poświęcał lotnictwu. Po uzyskaniu świadectwa dojrzałości w 1921 roku w Gimnazjum im. Karola Marcinkowskiego w Poznaniu rozpoczął studia na Wydziale Mechanicznym Politechniki Warszawskiej. Cztery lata później został wysłany na praktyki do Francji, do zakładów lotniczych Lorraine i Hispano-Suiza. Po ukończeniu praktyk rozpoczął pracę dyplomową, uzyskując dyplom inżyniera mechanika w 1926 roku. Następnie wyjechał do Francji, gdzie zapisał się na studia uzupełniające na Uniwersytecie Paryskim. Rozczarowany niskim poziomem wykładów, wybrał praktyki lotnicze.

### Lata 20. i 30.
Po ukończeniu praktyk w 1927 roku wrócił do Polski i rozpoczął pracę w Podlaskiej Wytwórni Samolotów: najpierw jako kierownik narzędziowni, potem jako konstruktor samolotów, a później jako kierownik grupy konstruktorów. Zaczął wtedy pracować nad nowymi samolotami, takimi jak: PWS-Stemal-VII, PWS-5, PWS-8, PWS-21 i PWS-24. W 1930 roku powołano go do służby wojskowej w Centrum Wyszkolenia Oficerów Lotnictwa w Dęblinie, najpierw w grupie pilotażowej, a następnie w technicznej. W tym czasie wraz z Adamem Nowotnym zaprojektował dwa szybowce: wyczynowy NN-1 oraz szkolno-treningowy NN-2. Oba zostały zbudowane w Klubie Szybowcowym, pod kierownictwem Jana Cichockiego. NN-1 oblatał 23 października 1931 roku Adam Nowotny. Drugi oblot tego szybowca odbył się cztery dni później. Wtedy oblatał go Franciszek Jach. Dalsze próby tego samolotu odbywały się w Warszawie. W lecie 1931 roku wyprodukowano pierwszy egzemplarz NN-2. Potem dwie sztuki tego samolotu uczestniczyły w wyprawie do Ustianowej. Dzięki nim wyszkolono ok. 60 pilotów.
Był też konstruktorem pierwszego w Polsce szybowca bezogonowego JN-1 Żabuś II. 
Od 1 maja 1933 roku Jarosław Naleszkiewicz pracował w Instytucie Badań Technicznych Lotnictwa. W tym okresie był także kierownikiem Referatu Kontroli Konstrukcji w stopniu radcy Ministerstwa Spraw Wojskowych. W 1934 roku ukazała się jego praca doktorska pt. Wytrzymałość zginanych dźwigarów sosnowych, a w 1935 roku otrzymał dyplom doktora nauk technicznych na Wydziale Mechanicznym Politechniki Warszawskiej. 
W latach 1936–1937 był zatrudniony w Lubelskiej Wytwórni Samolotów. Potem przeniósł się do Wytwórni Silników nr 1 Państwowych Zakładów Lotniczych w Warszawie, cały czas pracując naukowo jako kierownik grupy obliczeniowej.
W roku 1938 wydał pracę pt. Działanie amortyzacji podwozia, stanowiącą podstawę do otwarcia przewodu habilitacyjnego. W roku 1939 uczestniczył w Międzynarodowej Konferencji CINA w Paryżu jako przedstawiciel Polski. Przeprowadził tam wykład pt. Polski punkt widzenia w zakresie nowych przepisów wytrzymałości szybowców i samolotów. W późniejszym czasie uczestniczył także w Międzynarodowym Kongresie Badań Materiałów w Londynie. Był jedynym Polakiem, który ukończył kurs elastooptyki na Politechnice Monachijskiej. Wybuch II wojny światowej przerwał przewód habilitacyjny Naleszkiewicza. 

### Lata II wojny światowej.
Podczas wojny zdecydował się na wzięcie udziału w obronie Warszawy. Do wybranej jednostki w Pińsku nie został jednak przyjęty, ponieważ nie było już tam samolotów. Niedługo potem Naleszkiewicz zachorował na zapalenie płuc. Po wyzdrowieniu wrócił do Warszawy. 
Nie chcąc pracować w niemieckim przemyśle wojennym, zataił swoje umiejętności naukowe i zawodowe. Od 1940 roku należał do batalionu ZWZ Dominik w Zgrupowaniu Stolica. Następnie został przeniesiony do komendy zgrupowania. Pełnił tam obowiązki szefa Działu Uzbrojenia. Organizował gromadzenie broni przechowywanej po Wojnie Obronnej Polski 1939, skup broni od niemieckich żołnierzy i akcje zdobywania broni. Podlegała mu też jednostka instruktorów nauki o broni. W roku 1941 został jednym z oficerów Armii Krajowej współpracujących razem z kpt. Arciszewskim. Uczestniczył wtedy w rozpracowaniu lotniska Okęcie i podziemnych magazynów paliwa należących do Luftwaffe, które zniszczyło lotnictwo radzieckie. Podczas okupacji hitlerowskiej pracował w wywiadzie lotniczym Komendy Głównej Armii Krajowej. Do końca wojny wygłaszał wykłady dla studentów tajnego Uniwersytetu i Politechniki Warszawskiej. Pracował także jako producent uzbrojenia. Pracownik wydziału wschodniego Sekcji Politycznej Departamentu Spraw Zagranicznych Delegatury Rządu na Kraj.

#### Powstanie Warszawskie
Podczas Powstania Warszawskiego był oficerem łącznikowym oraz dziennikarzem w powstańczej prasie, a także pełnił obowiązki administracyjne w organach Delegatury Rządu na Warszawę. Nosił pseudonimy „Jarosław” i „1269”. Wraz z ludnością cywilną uciekł z powstańczej Warszawy i w drodze do Pruszkowa udało mu się zbiec, jednak kilka tygodni później został złapany przez hitlerowców i odstawiony do Pruszkowa. Stamtąd został wysłany do Konina na przymusowe prace. Po kilku dniach uciekł, chcąc znaleźć rodzinę. Gdy trafił do Częstochowy, znów wpadł w ręce Niemców. Okupant wysłał Naleszkiewicza do Piły, gdzie przydzielono go do brygady naprawy trakcji kolejowej. Ponownie uciekł nazistom - tym razem, zmierzając na wschód, napotkał oddziały radzieckie. Był więźniem obozu jenieckiego - przebywał w Stalagu XI B/Z w Bergen-Belsen, barak 198. 

#### Po wojnie
W kwietniu 1945 roku został zmobilizowany do Wojska Polskiego. Pełnił tam obowiązki polskiego zastępcy dowódcy wyszkolenia Mieszanego Pułku Lotniczego Ćwiczebno-Szkolnego w Radomiu. Po zdemobilizowaniu pod koniec 1945 roku, rozpoczął pracę na Politechnice Gdańskiej, gdzie był zatrudniony do 1957 roku. W 1948 roku uzyskał stopień doktora habilitowanego, następnie profesora nadzwyczajnego, a w 1955 roku tytuł profesora zwyczajnego. W 1958 roku objął Katedrę Aerodynamiki i Budowy Samolotów Wojskowej Akademii Technicznej, gdzie pracował do końca życia.
Od 1951 roku był członkiem Towarzystwa Naukowego Warszawskiego. W latach 1956–1959 był członkiem Rady Głównej Nauki i Szkolnictwa Wyższego, a od 1959 roku był członkiem Rady Naukowo-Ekonomicznej przy ministrze Żeglugi i Gospodarki Wodnej. W 1958 był członkiem założycielem Polskiego Towarzystwa Mechaniki Teoretycznej i Stosowanej.
Był żonaty z Anną z domu Ciecierską, miał syna Ryszarda.
Zmarł w Warszawie 24 grudnia 1969 roku, pochowany na cmentarzu Wojskowym na Powązkach (kwatera B19-8-5). 

## Konstrukcje
- PWS-Stemal-VII, 1928
- PWS-21, 1928
- PWS-5, 1928
- PWS-8, 1929
- PWS-24, 1930
- NN-1, 1931
- NN-2, 1931
- NN-2 Bis, 1932
- JN-1 Żabuś II, 1932

## Ordery i odznaczenia
- Złoty Krzyż Zasługi (16 lipca 1954)[19]
- Srebrny Krzyż Zasługi
- Medal 10-lecia Polski Ludowej (23 maja 1955)[20]

Źródło:.

## Nagrody
- Nagroda Państwowa III stopnia za osiągnięcia w badaniach nad wytrzymałością konstrukcji drewnianych (1952)[21]
- Nagroda Ministra Szkolnictwa Wyższego (1954)
- Nagroda Naukowa im. Maksymiliana Tytusa Hubera (1957)